# برايان ألديس
برايان دبليو ألديس (بالإنجليزية: Brian Aldiss)‏ ولد عام 1925 روائي وكاتب بريطاني وله العديد من الروايات في الخيال العلمي. وهو حاصل على وسام الإمبراطورية البريطانية. تأثر كثيراً بأعمال الكاتب المشهور هربرت جورج ويلز الذي يعد من أوائل الرواد في كتابة روايات الخيال العلمي. ويرأس ألديس حالياً جمعية هربرت جورج ويلز, ويشغل كذلك منصب نائب الرئيس لمجموعة بيرمينجهام للخيال العلمي. من أهم أعماله (Super Toys Last All Summer Long). وله العديد من الكتابات في مجال الدراما والنقد الأدبي والشعر.

## حياته وأعماله الأدبية
كان والد ألديس مديراً لمتجر كان والده قد أنشئه واقتاتت الأسرة من هذا المتجر وما يجنيه الوالد من ربح منه. التحق ألديس وهو في السادسة من عمره بمدرسة داخلية وهي مدرسة ويست بوكلاند في منطقة ديفون وبقي في هذه المدرسة حتى المرحلة الثانوية. التحق بالجيش البريطاني عام 1943 وكان لذلك أثر في بعض رواياته.
عمل ألديس كبائع للكتب في مدينة أكسفورد بعد انتهاء الحرب العالمية الثانية, وكتب أثناء هذه الفترة بعض القصص القصيرة في الخيال العلمي والتي نشرها في بعض المجلات، واسترعى ذلك اهتمام السيد تشارلز مونتيث الذي كان يعمل محرراً في مؤسسة بريطانية للنشر، والذي ساعده في نشر كتابه الأول عام 1955 بعنوان (The Brightfourt Diaries) وهي رواية تتبع أسلوب المذكرات اليومية وتدور حول الأحداث اليومية لشخص يعمل كمساعد مبيعات في محل بيع للكتب.
وفي العام 1955 أطلقت صحيفة الأوبزيرفر مسابقة لكتابة قصة قصيرة يكون زمنها في العام 2500, وفاز ألديس بالجائزة بقصته التي أطلق عليها عنوان (Not For An Age). لم تحقق الرواية الأولى التي نشرها نجاحاً كبيراً فطلبت منه الشركة أن يزودها بمزيد من كتاباته التي تصلح للنشر للمحاولة مرة أخرى، فأخبرهم ألديس أنه مهتم بكتابة روايات الخيال العلمي الأمر الذي أعجب شركة النشر التي كان لها الكثير من رواد الخيال العلمي، وصدر أول كتاب لألديس من قصص الخيال العلمي تحت عنوان (Space, Time and Nathaniel). كانت الأرباح التي جناها ألديس من بيع هذا الكتاب تعادل ما كان يجنيه من عمله في بيع الكتب فقرر أن يتفرغ للكتابة والتأليف.
في العام 1958 كان هنالك مؤتمر الخيال العلمي العالمي والذي وصف ألديس بأنه كاتب واعد وله فرصة كبيرة في أن يكون أهم كتاب الخيال العلمي على الإطلاق. وتم انتخابه رئيساً للجمعية البريطانية للخيال العلمي عام 1960. وأطلق ألديس في العام 1964 مع صديقة هاري هاريسون أول مجلة أدبية للخيال العلمي ونقده ووسمها (Science Fiction Horizons) والتي نالت قبولاً واسعاً بين الأدباء والناقدين في فترة قياسية فكتب فيها بعض أهم الأسماء الأدبية حينها من أمثال جيمس بليش و غيرهم من النقاد والأدباء.
وبالإضافة إلى كتاباته المتعددة كان ألديس محرراً للعديد من الإصدارات التي اشتملت على مقتطفات مختارة من روايات الخيال العلمي مثل (Best Fantasy Stories) و (Penguin Science Fiction).
وكتب بعد ذلك العديد من الروايات المشهورة في الخيال العلمي مثل (Space Opera) و (Space Odysseys) و (Evil Earths) وغيرها.

## وصلات خارجية
- برايان ألديس على موقع IMDb (الإنجليزية)
- برايان ألديس على موقع الموسوعة البريطانية (الإنجليزية)
- برايان ألديس على موقع إن إن دي بي (الإنجليزية)
- برايان ألديس على موقع ديسكوغز (الإنجليزية)
- برايان ألديس على موقع قاعدة بيانات الفيلم (الإنجليزية)
- برايان ألديس  على قاعدة بيانات الخيال التأملي على الإنترنت
- الموقع الرسمي لبرايان ألديس
- ألديس في صحيفة الجارديان البريطانية